# Île Haute (Nouvelle-Calédonie)
Pour les articles homonymes, voir Île Haute (homonymie).
L’île Haute ou île Bagao est un îlot de Nouvelle-Calédonie dans les pléiades du Nord, une des Iles Loyauté.